# Янсен Панеттьєрі
Янсен Рейн Панеттьєрі (англ. Jansen Rayne Panettiere) — американський актор, відомий ролями у фільмах «Секрети Джонатана Сперрі», «Ідеальна гра», «Льодовиковий період: Глобальне потепління», «Дитина бойових мистецтв» і «Як високо 2». Його старша сестра — акторка Гайден Панеттьєрі.

## Раннє життя
Панеттьєрі народився 25 вересня 1994 року в Палісейдс, штат Нью-Йорк, у родині Леслі Р. Фогель, колишньої актриси мильної опери, та Алана Лі «Скіпа» Панеттьєрі, лейтенанта пожежної служби.

## Кар'єра
Янсен зіграв роль другого плану в фільмі каналу Disney Channel Tiger Cruise, в якому знялася його сестра Гайден. Він озвучував Трумена Ікса у фільмі «Ікс». Панеттьєрі знявся в ролі Лукаса Маллоя у фільмі Nickelodeon «Останній день літа», який був вперше показаний 20 липня 2007 року. Він був випущений на DVD 28 серпня 2007 року.
Його наступний фільм «Ідеальна гра» мав вийти в кінотеатрах 8 серпня 2008 року, але компанія Lionsgate Films вирішила перенести його на весну 2010 року. The Perfect Game режисер Вільям Дір, заснований на реальній історії про те, як група хлопців з Монтеррея, Мексика, стала першою неамериканською командою, яка виграла Світову серію Малої ліги. Також знімається з Гевіном Маклаудом у фільмі Річа Крістіано «Секрети Джонатана Сперрі» про віру та дружбу. Янсен з'явився разом з Мартіном Шином, Джеймі Лі Кертіс і Крістін Лахті в ролі Елліота Перрі в п'єсі Дастіна Ленса Блека 8, реконструкції Perry v. Суд над Шварценеггером у Wilshire Ebell Theatre 3 березня 2012 р. Виступ транслювався на YouTube, щоб зібрати гроші для Американського фонду рівних прав . У 2019 році Янсен знявся гостем у телевізійному серіалі AMC «Ходячі мерці» і знялася в MTV «Як високо 2».

## Смерть
Панеттьєрі помер з невстановлених причин у своїй квартирі 19 лютого 2023 року в Наяку, штат Нью-Йорк. Йому було 28 років.

## Фільмографія
| Рік  | Назва                                        | Роль                       | Примітки                       |
| ---- | -------------------------------------------- | -------------------------- | ------------------------------ |
| 2002 | Навіть Стівенс                               | Син Купчака                | Епізод: «The Big Splash»       |
| 2003 | Надія і віра                                 | Джастин Шановський         | Епізод: «Пілот»                |
| 2003 | Третя зміна                                  | Біллі                      | Епізод: «Розплата»             |
| 2004 | Тигровий круїз                               | Джої                       | Телевізійний фільм             |
| 2004 | Сині ключі                                   | Барвінок                   | Голос, 6 сезон                 |
| 2005 | Холлі Хобі та друзі: вечірка-сюрприз         | Роббі Хоббі                | Голос, телебачення спец        |
| 2005 | гоночні смуги                                | Молоді смужки              | Голос                          |
| 2005 | Роботи                                       | Молодий Родні Копперботтом | Голос                          |
| 2006 | Льодовиковий період: Глобальне потепління    | Лопаторотий хлопчик        | Голос                          |
| 2006 | Холлі Хобі та друзі: Різдвяні побажання      | Роббі Хоббі                | Голос                          |
| 2006 | X                                            | Трумен X                   | Озвучка, головна роль          |
| 2006 | Усі ненавидять Кріса                         | Петро                      | Епізод: «Усі ненавидять Кріса» |
| 2007 | Холлі Хобі та друзі: Таємні пригоди          | Роббі Хоббі                | Голос                          |
| 2007 | Останній день літа                           | Люк Маллой                 | Телевізійний фільм             |
| 2007 | Няні                                         | Майкі Белтран              | плівка                         |
| 2007 | Холлі Хобі та друзі: найкращі друзі назавжди | Роббі Хоббі                | Голос                          |
| 2009 | Секрети Джонатана Сперрі                     | Дастін                     |                                |
| 2010 | Ідеальна гра                                 | Енріке                     |                                |
| 2011 | Втрачений медальйон: Пригоди Біллі Стоуна    | Хуко                       |                                |
| 2012 | Фальсифікатор                                | Арам                       |                                |
| 2013 | Тінь на Мезі                                 | Молодий хлопець            |                                |
| 2015 | Літо назавжди                                | Мітла                      |                                |
| 2015 | Дитина бойових мистецтв                      | Роббі Оукс                 |                                |
| 2019 | Наскільки високо 2                           | Хейс                       |                                |
| 2019 | Ходячі мерці                                 | Каспер                     | Епізод: The Calm Before        |
| 2021 | Барт Багалзбі та сміттєвий джин              | шипіння                    |                                |
| 2022 | Любов і не любов                             | Робін                      | Фінальна роль                  |